# Conventus juridici Cesaraugustano

Carte des conventi iuridici en Hispanie.

Le conventus juridici Cesaraugustano  est une subdivision administrative romaine pour la province romaine de Tarraconaise. Elle correspond aujourd'hui à une grande partie de l'Aragon et de la vallée moyenne de l'Èbre. Les régions d'Hispanie de ce conventus juridici comprenaient les terres des Berones, des Vascons, des Suesetani, des Sedetani, des Lobetans et des Ilergetes ; c'est-à-dire un territoire compris entre les Pyrénées, le Sègre et le Maestrazgo au nord et à l'est, et le Tage, la Jalón et l'Henares au sud-ouest.

## Description
Caesaraugusta est le centre dans lequel les affaires légales devaient être résolus en deuxième instance, chaque fois qu'elles ne pouvaient pas être résolues dans la juridiction municipale. De plus, la cité était aussi une capitale religieuse, avec son propre culte, puisqu'elle disposait d'un genius conventus caesaraugustani avec un sacerdoce particulier et une réception d'hommages et d'offrandes sacrées de toutes les villes de la limite administrative du conventus juridici. Selon Guillermo Fatás Cabeza et Antonio Beltrán Martínez, les vestiges de la basilique trouvés dans le musée Camón Aznar à la jonction entre le cardo et le decumanus, constitueraient le forum administratif et commercial de la cité.
À Caesaraugusta, se réunissait le concilium conventus, qui était une assemblée consultative (et non politique) dans laquelle les familles dirigeantes de la cité résolvaient les affaires qui concernaient le conventus juridici. Cette assemblée pourraient avoir disparu avec les réformes territoriales de Dioclétien, lorsqu'il découpa la vaste province de Tarraconaise en trois plus petites provinces pour en faciliter l'administration.
Les données issues des attributions du recensement et de l'impôt légal du conventus Cesaraugustano sont mal connues. Il est toutefois possible de supposer l'existence probable à Caesaraugusta d'un censeur pour le conventus pour traiter de ces deux domaines.
Le conventus comprenait deux colonies (Celsa et Caesaraugusta) et dix-sept municipes situés dans les bassins de l'Èbre, de la Jalón, du Sègre, du Cinca et du couloir de l'Henares. Parmi  ceux-ci se distinguent dès l'époque augustéenne Augusta Bilbilis (Calatayud), Ilerda (Lérida), Calagurris (Calahorra), Osca (Huesca), Turiasso (Tarazona de Aragón), Ercavica et Complutum (Alcalá de Henares).

## Annexe